# Isola del Gran Sasso d'Italia
Isola del Gran Sasso d'Italia là một đô thị và thị xã của Ý. Đô thị này thuộc tỉnh Teramo trong vùng Abruzzo. Isola del Gran Sasso d'Italia có diện tích 83 km², dân số theo ước tính năm 2014 của Viện thống kê quốc gia Ý là 4.789 người.